# Käpylä (Kouvola)
Käpylä est un quartier et une zone statistique du district central de Kouvola en Finlande .

## Description
Käpylä est situé entre le centre-ville, c'est-à-dire Kangas, et Tornionmäki. 
Les bâtiments de Käpylä sont principalement de petites maisons et des immeubles residentiels construits dans les années 1940-1960. 
L'Église de Käpylä, construite au début des années 1950, est située dans le quartier.

## Galerie

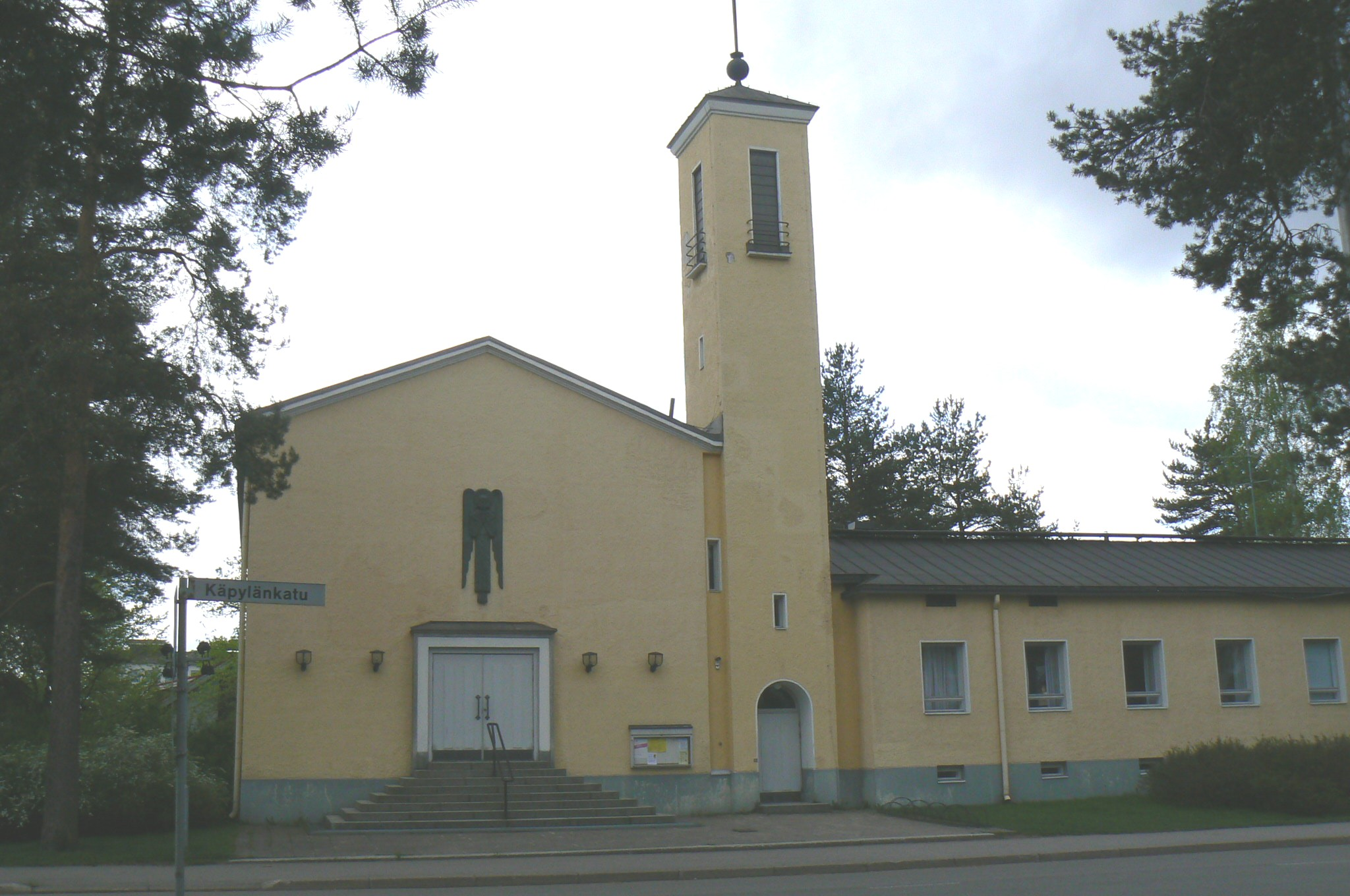
Église de Käpylä.